# Falsterbokanalen

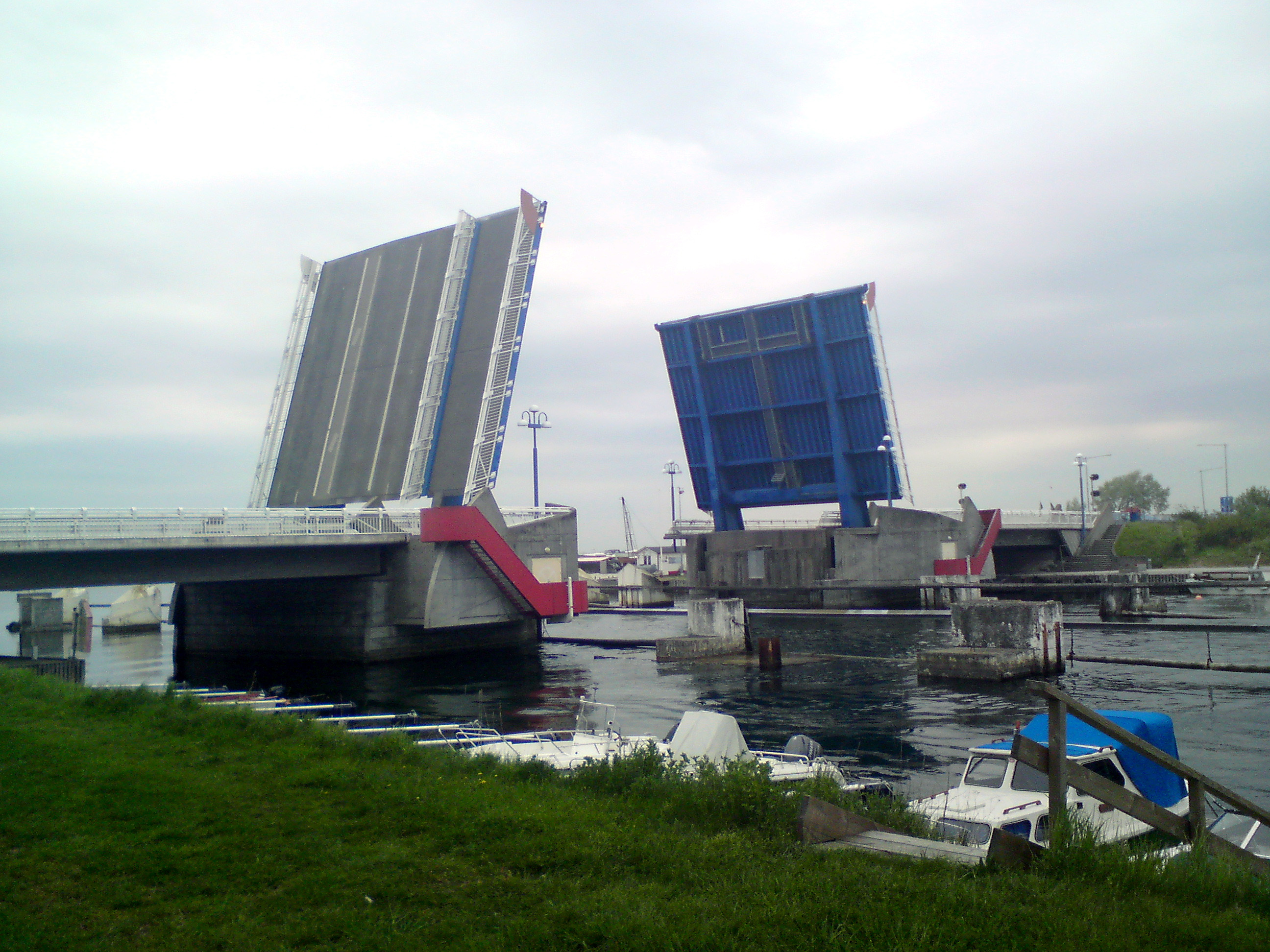
Bron över kanalen

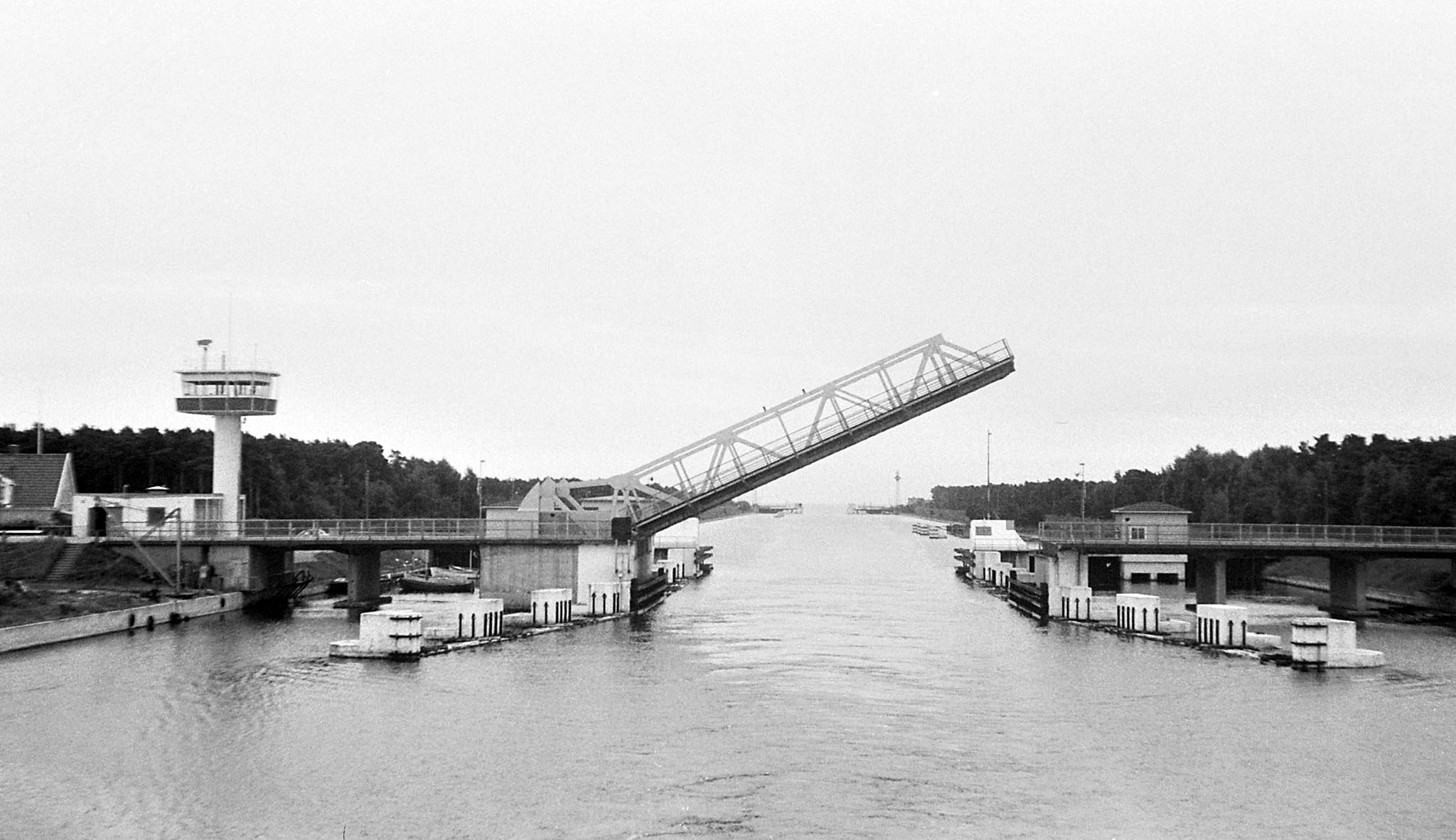
Den gamla bron över kanalen

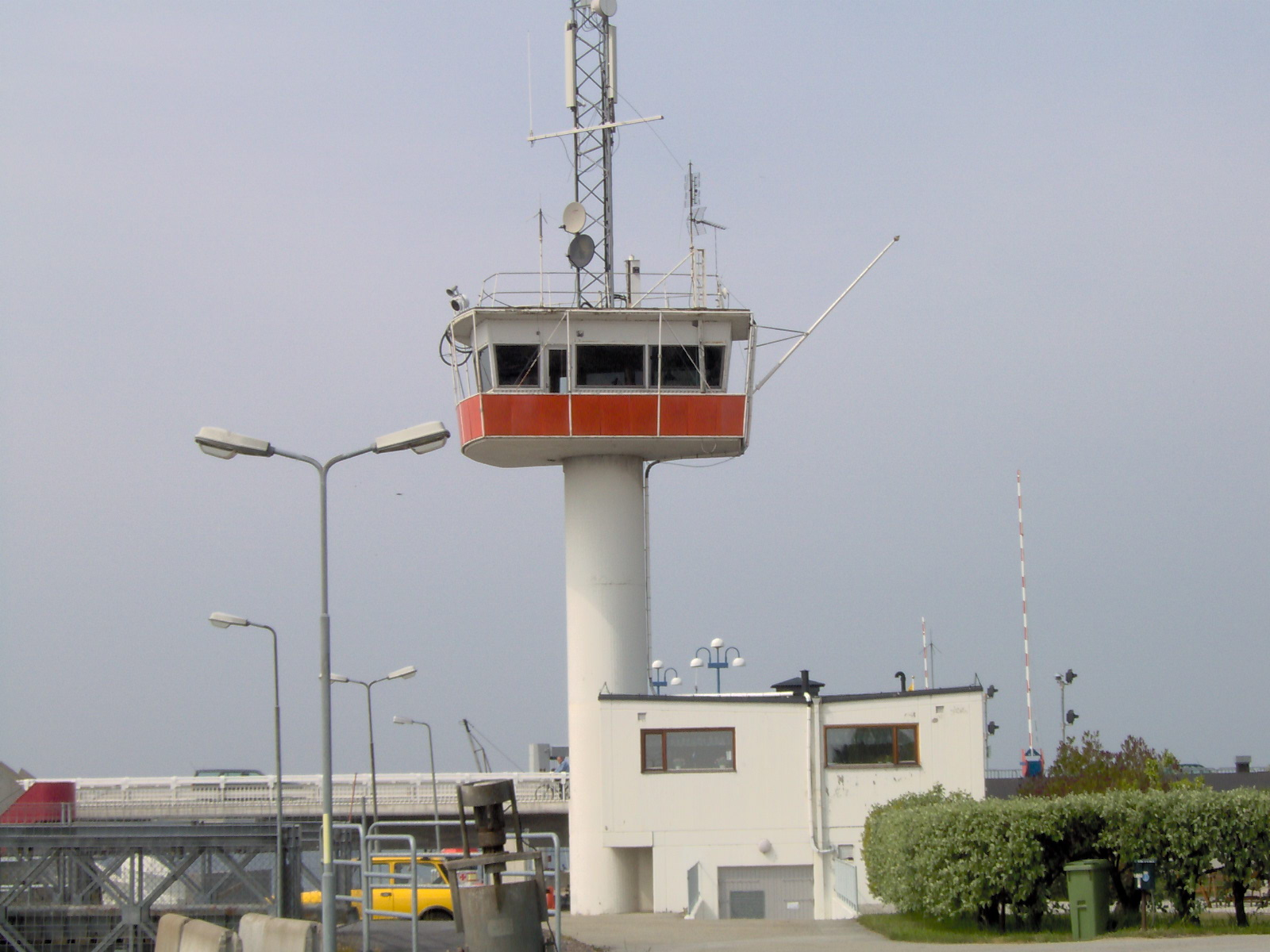
Kontrolltornet

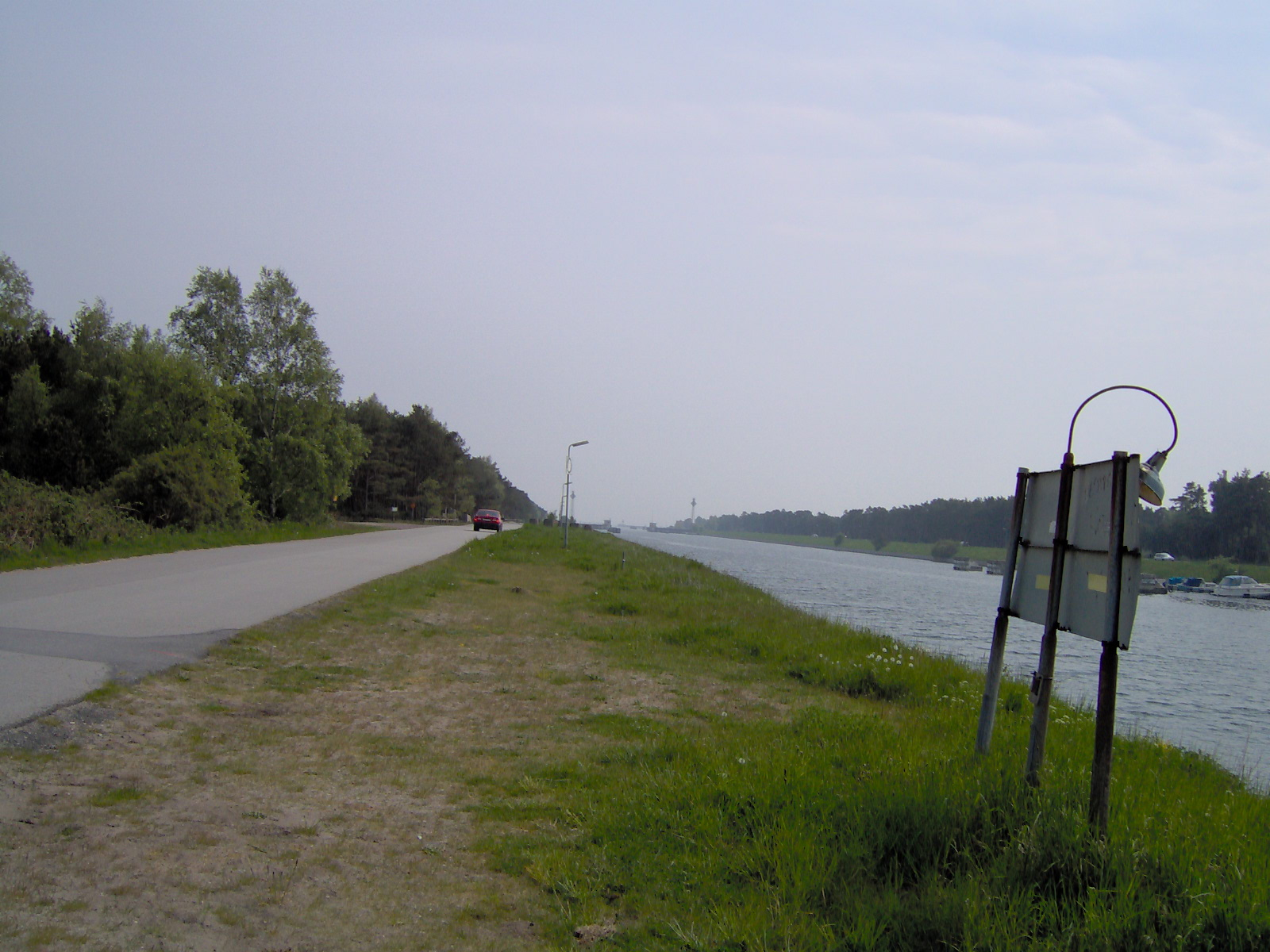
Kanalen mot Kämpingebukten (Östersjön)

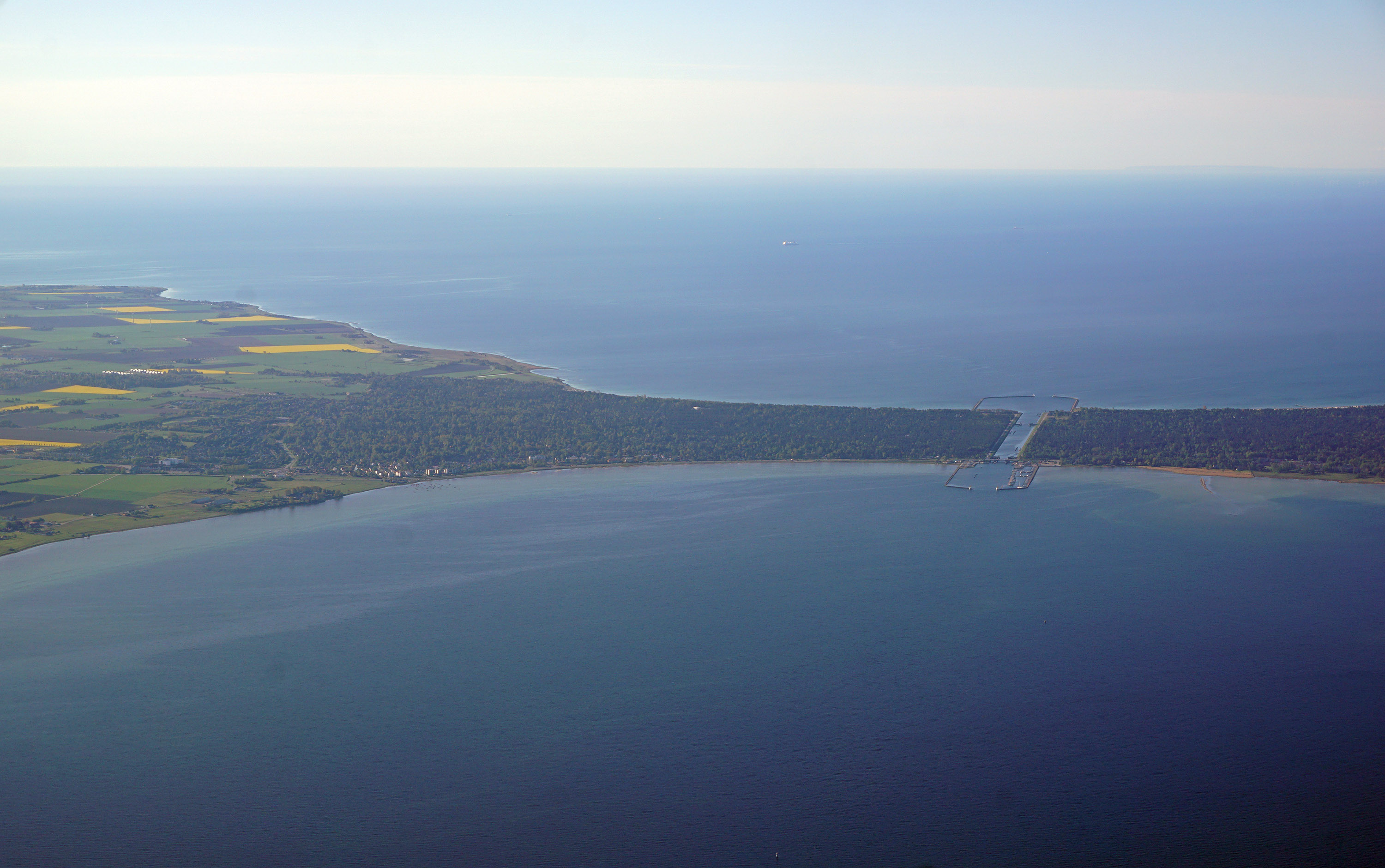

Falsterbokanalen är en kanal som leder sjöfarten innanför Falsterbonäset mellan Östersjön och Öresund.

## Historik
Mårten Dahn hade redan 1884 lagt fram en motion i riksdagen om att bygga en kanal, för att fartyg skulle slippa passera Falsterborev. 1896 började också fiskare i Skanör att själva bygga en kanal, men det blev för svårt.
Vid andra världskrigets utbrott vägrade Tyskland respektera den svenska territorialvattengränsen på fyra sjömil, utan hävdade en tremilagräns. För svensk sjöfart var det en väsentlig skillnad då alla fartyg med ett djupgående på mellan 4 och 7 meter kunde passera inom fyrmilsgränsen men inte inom tremilagränsen utanför Falsterbonäset. Den 25 november 1939 utlade tyskarna mineringar in till den svenska tremilagränsen vid Falsterbonäset. Detta betydde att svenska handelsfartyg inte säkert kunde komma in i eller ut ur Östersjön. Fartyg med ett djupgående över cirka 4 meter tvingades omlasta antingen i Malmö eller Trelleborgs och Ystads hamnar.
Den 17 november 1939 fick Väg- och vattenbyggnadsstyrelsen uppdraget att utreda ett kanalbygge. Utredningen blev klar på tre veckor och beslut om bygget togs den 22 december samma år. Den 3 januari 1940 startade arbetena. Arbetena forcerades vilket innebar att den beräknade anläggningskostnaden på sju miljoner överskreds med en faktor 3. Den 1 augusti 1941 passerade den första passagerarbåten genom kanalen, men farleden var helt färdigbyggd först ett år senare. Efter det gick, medan kriget pågick, många fartyg genom kanalen, exempelvis färjan Köpenhamn–Bornholm. Det utnyttjades som en flyktmöjlighet ur Danmark då danskar hoppade överbord i kanalen och simmade i land.
Kanalen innehåller en sluss som kan stängas för att förhindra ett alltför stort flöde genom kanalen när skillnaden i vattenstånd i de båda haven är för stor. Dess första bro transporterades från Köpenhamn på pråm och gick under namnet "Knippelsbron". Denna bro hade använts som tillfällig bro när Knippelsbron i Köpenamn var under ombyggnad. Bron var av typen enkelklaff, stålfackverk med träfarbana. Den 4 oktober 1940 trädde den i funktion.
Genom kanalen passerar idag ingen tung trafik, och den fungerar i praktiken som en småbåtshamn. Sedan djupgåendet i kanalen minskat från 6,7 meter till 5 meter kan numera inte längre stora fartyg över 5 000 ton passera, därför går dessa fartyg numera runt Falsterborev. 2022 anger Sjöfartsverket djupgåendet till 4 meter.
1991 byggdes en ny bro som ersättning till den gamla fackverksbron, i samband med att länsväg 100 byggdes om till att gå norr om Höllviken istället för genom dess centrum. Bron över kanalen öppnades tidigare vid behov, och efter kanalmästarens omdöme, men har på senare år fått ett fast tidsschema för öppningar. Alla lokala jobb för att hantera broöppningar är bortrationaliserade, och numera fjärrstyrs bron från Sjöfartsverkets Kanalcentral i Trollhättan.
Fram till nedläggningen 1971 gick Falsterbobanan på den gamla kanalbron.
Trafikverket har uppdraget ta fram en reservbro i händelse av att bron över Falsterbokanalen blir obrukbar. Fundament både för en tillfällig bro med begränsad kapacitet (söder om nuvarande bro) och en permanent ersättningsbro med kapacitet för tyngre fordon (norr om nuvarande bro) är redan utförda.

## I media
En händelse som blev uppmärksammad i media var då ett flygplan från Kustbevakningen den 26 oktober 2006 havererade i Falsterbokanalen, och de fyra besättningsmännen omkom. Bron över kanalen uppmärksammades år 2001 då sprickor i den upptäcktes och en nödbro förbereddes, samt 1991 då bron byttes ut.